# Gobernación de Fayún
El Fayum o El Fayún (en idioma árabe: Al-Fayyum: الفيوم tierras pantanosas) es una de las veintisiete gobernaciones de Egipto (provincia), situada hacia el sur del delta del Nilo. Su capital es la ciudad de Medinet el-Fayum (Medinat al-Fayyum), situada 130 kilómetros al sudoeste de El Cairo. 
El nombre moderno de Fayum proviene del idioma copto efiom o peiom que significaba el lago o el mar, que a su vez proviene de nombre pȝym, del Antiguo Egipto, con el mismo significado, en referencia al Lago Birket Qarun, un lago que ocupa una parte de la cuenca del antiguo lago Moeris.

## Distritos con población estimada en julio de 2017
- Fayoum 475,139
- Ibshawāy 417,854
- Iṭsā 712,328
- Madīnat al-Fayyūm al-Jadīdah 396
- Sinnūris 637,769
- Ṭāmiyah 448,659
- Yūsuf aṣ-Ṣiddīq 365,458

## El Canal de José

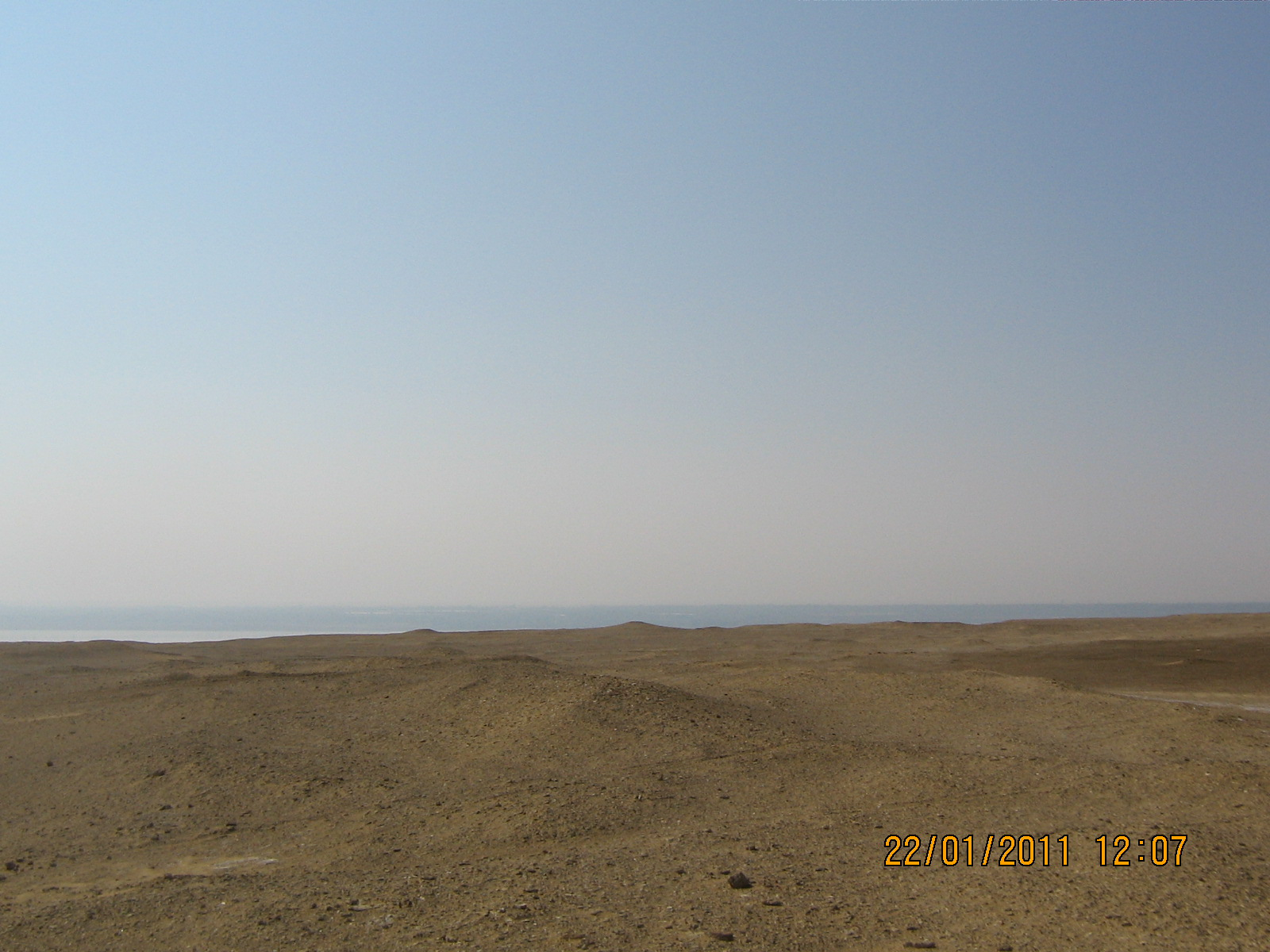
Paisaje en el norte del Lago Birket Qarun.

El Fayum es un inmenso oasis del desierto de Egipto, que se extiende por debajo del nivel del mar dentro de una enorme depresión del desierto Líbico y que comprende un oasis casi circular. Se encuentra a unos treinta kilómetros al oeste del Nilo. Con una extensión de 1.270 km², el Fayum es una región diferente del valle del Nilo y demás oasis del desierto: sus campos son abonados e irrigados gracias a un canal que proviene del Nilo, el Bahr Yussef (Canal de José), que discurre durante cientos de kilómetros casi paralelo al río, por una depresión del desierto situada al este del valle, hasta el lago Fayum (Moeris en griego), una gran superficie de agua dulce en la antigüedad, pero actualmente de agua salada y dimensiones más reducidas. El canal, originariamente un proyecto de irrigación de los faraones tebanos, fue restaurado por Saladino, el sultán de Egipto en el siglo XII.
Gracias al Bahr Yussef, a partir de la dinastía XII, el Fayum se transformó en una rica región agrícola. La superficie del lago Birket Qarun es de cerca de 200 km². Diferente de un oasis típico, cuya fertilidad depende solo del agua obtenida a partir de sus manantiales, la tierra cultivada en el Fayum está constituida por limo del Nilo aportado por el Bahr Yussef. 
Al sudoeste del Fayum, y de la provincia, está la depresión de Gharak. Uadi Rayan es otra depresión, totalmente estéril, de 725 km², situada al oeste de Gharak. Toda la región está bajo el nivel del mar, y excepto la entrada al canal, está rodeada por las colinas libias. La parte más baja de la provincia, el extremo noroeste, está ocupada por el lago Birket Qarun que está 43 metros más bajo que el nivel del mar Mediterráneo.

## Historia

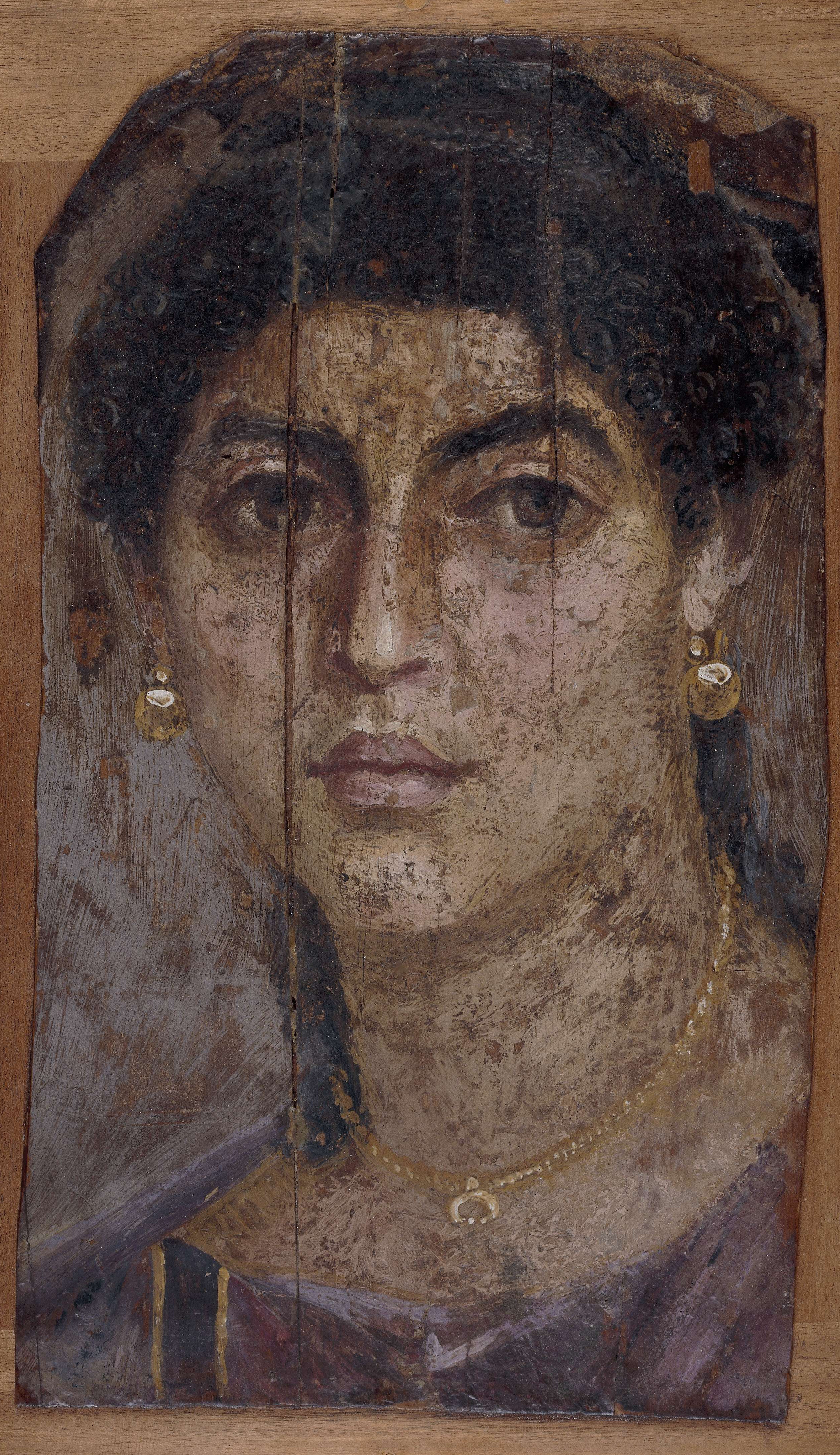
Retrato fúnebre de época romana hallado en El Fayum.

El Fayum era en la antigüedad el XXI nomo del Alto Egipto, denominado Atef Pehu, «Sicomoro del Norte». Su capital fue llamada Shedet o Per-Sobek, «Casa de Sobek», cambiando su nombre en la época ptolemaica a Cocodrilópolis y, posteriormente, a Arsínoe. 
El verdadero lago era conocido durante el Imperio Antiguo como Sh, «lago», o sh-rsy, «lago del sur». El Fayum recibió particular atención de varios soberanos de la dinastía XII que fueron los promotores de amplios trabajos de canalización y mejora de la región que se convirtió en un centro agrícola de primera importancia en Egipto desde el Imperio Medio. El lago de El Fayum, gracias a estos trabajos de canalización, era una cuenca de reserva reguladora de las crecidas del Nilo. En el transcurso de milenios sufrieron un abandono progresivo las instalaciones y los terrenos cultivables situados sobre las amplias márgenes de la cuenca interna. La principal divinidad egipcia venerada en la región fue el dios Sobek.
| pA | A | i | i | G20 | N35B · N36 |

| pA | A | i | i | G20 | N35B · N36 |

## Importancia económica
La región, una de las más fértiles de Egipto, produce algodón, lino, cáñamo, arroz, caña de azúcar, rosas, naranjas, melocotones, granadas, higos, uvas y aceitunas. Entre las actividades económicamente importantes están la cría de ovejas y de aves de corral, la pesca y la fabricación de la mayoría del attar de rosas producido en Egipto.

## Localidades
La principal comunidad de esta región es la ciudad de Fayum (población aproximada, 167.100 habitantes), el centro mercantil de muchos de los productos agrícolas que se producen.

## Arqueología
La ocupación holocena de Fayum, comenzó alrededor del 7350 a. C. . Las plantas y los animales domésticos aparecen por primera vez aproximadamente a partir del 5400 a. C.

El emplazamiento de la antigua ciudad de Cocodrilópolis (Arsínoe), de importancia arqueológica, está muy cerca de esta ciudad.

## Aegyptopithecus
En la región de El Fayum se han encontrado numerosos restos fósiles de Aegyptopithecus, simios predecesores de los Hominoideos, datados de 30 a 37 millones de años de antigüedad, en el tránsito del Eoceno al Oligoceno.